# Ed, Edd și Eddy - Marele Show
Ed, Edd și Eddy - Marele Show (engleză Ed, Edd n Eddy's Big Picture Show) este un film de televiziune bazat pe seria populară Cartoon Network, Ed, Edd și Eddy. Filmul s-a făcut complet în 28 decembrie 2008. Acest film s-a lansat în 2009. A fost regizat de Danny Antonucci, scris de Danny Antonucci, Rachel Connor, Jono Howard, Mike Kubat și Stacy Warnick, și cu muzica de Patric Caird. Filmul a avut premiera în Scandinavia în 31 mai 2009, în Australia în 5 iunie 2009, în Asia de Sud-Est în 13 iunie 2009, în America Latină în 27 septembrie 2009, în Italia în 24 iulie 2009, în Spania în 6 noiembrie 2009, în Statele Unite în 8 noiembrie 2009, în România în 30 decembrie 2009, în Marea Britanie în 17 iulie 2010, în Franța în 1 august 2010 și în Emiratele Arabe Unite în 19 august 2012.
O melodie care prezintă filmul se numește "One", cântată de Ana Buxai.

## Premis
În film este vorba despre Ed, Edd și Eddy care fug de copiii din cartier din cauza unei farse nereușite a lui Eddy care i-a supărat foarte tare. Cei trei decid să meargă prin tot orașul în căutarea fratelui mai mare a lui Eddy deoarece ei cred că acesta îi va învăța minte pe ceilalți. Apoi, Ezii au fost acceptați de copii și toți i-au luat pe Ezi pe sus, către cartier primind sfarmă-fălci de la Kevin, și desigur au cântat cântecul „E bine să ai prieteni”. La sfârșitul filmului, Jonny și Scândură plănuiau cum să se răzbune pe întreg cartierul iar Scândură a spus că s-a terminat filmul iar Jonny a întrebat "Care film?"

## Legături externe
- Ed, Edd și Eddy - Marele Show la Internet Movie Database
- Ed, Edd și Eddy - Marele Show pe site-ul The Big Cartoon DataBase